# OKR
Quản trị theo Mục tiêu và kết quả then chốt (Objective Key Result – OKR) là một khuôn khổ thiết lập mục tiêu được các cá nhân, nhóm và tổ chức sử dụng để xác định các mục tiêu có thể đo lường được và theo dõi kết quả của chúng. Andrew Grove là người đã giới thiệu phương pháp này cho Intel vào những năm 1970. Và ông cũng thường được cho là người phát triển OKR.

## Tổng quan
OKR bao gồm một mục tiêu (một mục tiêu quan trọng, cụ thể, được xác định rõ ràng) và 3–5 kết quả then chốt (tiêu chí thành công có thể đo lường được dùng để theo dõi việc đạt được mục tiêu đó).
Các mục tiêu không chỉ phải quan trọng, cụ thể và được xác định rõ ràng mà còn phải truyền cảm hứng cho cá nhân, nhóm hoặc tổ chức đang hướng tới chúng. Mục tiêu cũng có thể được hỗ trợ bởi các sáng kiến, đó là các kế hoạch và hoạt động giúp đạt được các kết quả then chốt và hoàn thành được mục tiêu.
Các kết quả then chốt phải đo lường được, theo thang đo từ 0–100% hoặc bằng bất kỳ giá trị số nào (ví dụ: số lượng, số tiền hoặc tỷ lệ phần trăm) mà người lập kế hoạch và người ra quyết định có thể sử dụng để xác định xem những người tham gia nỗ lực hướng tới kết quả then chốt có thành công hay không. Sẽ không có cơ hội cho "vùng xám" tồn tại khi xác định kết quả then chốt.